# درآمد نهایی

نمونه درآمد نهایی MR و میانگین درآمد (قیمت)، برای یک شرکت دربازار رقابت کامل میاشد.

در اقتصاد خرد، درآمد نهایی (MR)، درآمد کل حاصل از آخرین واحد فروش کالا است، که نشان می‌دهد آخرین واحد فروش کالا چه مقدار به درآمد کل اضافه کرده‌است.

## رابطه بین درآمد نهایی و قابلیت ارتجاعی
رابطه بین درآمد نهایی و کشش تقاضا به وسیلهٔ شرکت مشتریان را می‌توان مشتق شده به شرح زیر است:
{\displaystyle R'={\frac {dR}{dQ}}}
{\displaystyle R'=\langle R\rangle +\left({\frac {d\langle R\rangle }{dQ}}\right)Q}
به عنوان {\displaystyle \langle R\rangle =P}
{\displaystyle R'=\langle R\rangle \left[1+{\frac {d\langle R\rangle }{dQ}}{\frac {Q}{\langle R\rangle }}\right]}
{\displaystyle R'=\langle R\rangle (1+1/e_{\langle R\rangle })}

## همچنین نگاه کنید
- منحنی هزینه
- حداکثر سود

## Notes
1. ↑  Perloff (2008) p. 364.